# 11313 Kügelgen
11313 Kügelgen eller 1994 GE10 är en asteroid i huvudbältet som upptäcktes den 3 april 1994 av den tyske astronomen Freimut Börngen vid Tautenburg-observatoriet. Den är uppkallad efter den tyska målarna Gerhard von Kügelgen och Wilhelm von Kügelgen.
Asteroiden har en diameter på ungefär 4 kilometer.